# Christos Erifopoulos
Christos Erifopoulos (* 3. Januar 2000 in Erlenbach am Main) ist ein deutscher Handballspieler. Der Rechtshänder spielte ab 2019 bei Frisch Auf Göppingen in der Bundesliga. Zudem besaß er ein Zweitspielrecht beim Drittligisten TV Plochingen.
In der Saison 2019/20 erzielte er in 25 Spielen 189 Tore für den TV Plochingen und war damit ligaübergreifend bester Torschütze der 3. Liga.
Erifopoulos wechselte im Sommer 2021 zur HSG Konstanz.